# 앙리 1세 (키프로스)

앙리 1세

앙리 1세(프랑스어: Henri Ier, 그리스어: Ερρίκος Α΄ 엘리코스 1세[*])는 키프로스 왕국의 왕이다. 별명은 비만왕(프랑스어: le Gros 르 그로[*], 그리스어: Λίπος 리포스[*]).